# Танъюань (блюдо)
Танъюань (湯圓) (также юаньсяо (元宵)) — китайское блюдо, приготовляемое из муки клейкого риса, смешанной с небольшим количеством воды, которому придают форму шариков и затем погружают в кипящую воду.
В зависимости от рецепта шарики танъюань бывают разного размера и могут как иметь начинку, так и не иметь. Танъюань является традиционной закуской во время китайского Праздника фонарей.

## Сервировка
Танъюань сначала готовится в кипящей воде. Готовые танъюань с соленой начинкой подаются в прозрачном бульоне, в то время как танъюань со сладкой начинкой подаются с имбирём и сиропом.
Танъюань без начинки подаются как часть сладкого десертного супа (известный в кантонской кухне, как тун суй, что буквально означает «сахарная вода»). Наиболее распространенные типы включают в себя:
- суп с красной фасолью;
- суп с чёрным кунжутом;
- имбирь и сахар в кубиках;
- ферментированный клейкий рис (醪糟 или 酒酿), сладкий османтус и леденцовый сахар.